# Антон Брозенбауер
Антон Брозенбауер (нім. Anton Brosenbauer, 11 квітня 1909 — 14 січня 1992) — австрійський футболіст, що грав на позиції нападника, зазичай правого крайнього. Виступав за клуби «Брігіттенауер» і «Ферст Вієнна», а також національну збірну Австрії.
У складі «Вієнни» володар Кубка Мітропи 1931, дворазовий чемпіон Австрії і дворазовий володар Кубка Австрії.

## Клубна кар'єра
З юнацького років грав у команді «Брігіттенауер». У сезоні 1927/1928 році дебютував у складі команди у лізі 1, швидко став гравцем основи, зігравши у тому сезоні 19 матчів, у яких забив 5 голів. Під час зимової перерви сезону 1928/29 разом з ще одним нападником Яном Студенніком перейшов у більш сильну команду «Ферст Вієнну». У 1929 році «Вієнна» стала лише сьомою у чемпіонаті, але вперше у своїй історії здобула кубок Австрії. На шляху до фіналу Брозенбауер забив три голи у чотирьох матчах. У вирішальній грі «Вієнна» перемогла «Рапід» з рахунком 3:2 без участі Антона, який не зіграв через травму. Завдяки перемозі у кубку Австрії, клуб дебютував у кубку Мітропи влітку 1929 року. В чвертьфіналі «Вієнна» все ще без Брозенбауера перемогла чемпіона Угорщини «Хунгарію» (4:1 і 1:0), але уже з Антоном у півфіналі поступилась чемпіону Чехословаччини «Славії» — 3:2, 2:4.
У 1930 році «Вієнна» посіла третє місце у чемпіонаті і вдруге поспіль перемогла у національному кубку. У фінальній грі команда Антона виграла з рахунком 1:0 у «Аустрії» завдяки голу Фрідріха Гшвайдля на 77-й хвилині. Як володар кубка країни 1930 року, «Вієнна» взяла участь у двох міжнародних турнірах. Спочатку клуб зіграв у Кубку Націй, міжнародному турнірі, що відбувся влітку 1930 року в Женеві, організований місцевою командою «Серветт». Участь у Кубку Націй узяли діючі чемпіони або володарі кубків своїх країн, за винятком Іспанії. «Вієнна» перемогла швейцарський «Серветт» (7:0) і німецький «Фюрт» (7:1), у півфіналі поступилась чемпіону Чехословаччини «Славії» (1:3), а у матчі за третє місце вдруге переграла «Серветт» з рахунком 5:1. Брозенбауер зіграв в усіх чотирьох матчах на позиції правого крайнього нападника, голів не забивав. В липні також зіграв у кубку Мітропи, де його команда у першому раунді поступилась чехословацькій «Спарті» (1:2, 2:3).
У сезоні 1930/1931 «Вієнна» вперше у своїй історії завоювала титул чемпіона Австрії. Клуб на два очка випередив «Адміру» і на три «Рапід».  На рахунку Брозенбауера у тому сезоні дев'яти матчах чемпіонату, у яких він забив 1 гол. Основу «Ферст Вієнни» складали: воротар Карл Горешовський, захисники Карл Райнер і Йозеф Блум, півзахисники Леопольд Гофманн, Віллібальд Шмаус, Отто Каллер і Леонард Маху, нападники Антон Брозенбауер, Йозеф Адельбрехт, Фрідріх Гшвайдль, Густав Тегель, Леопольд Марат і Франц Ердль.
Переможно виступила команда у кубку Мітропи 1931 року. Клуб завершив змагання зі стовідсотковим показником у вигляді шести перемог у шести матчах. Брозенбауер вперше вийшов на поле у півфінальному матчі проти італійської «Роми», що завершився виїзною перемогою австрійців з рахунком 3:2. У матчі-відповіді уже на самому початку Брозенбауер і італієць Д'Аквіно отримали вилучення. Матч у неповних складах приніс перемогу «ВІєнні» з рахунком 3:1. У фіналі кубка зійшлися дві австрійських команди — чемпіон країни «Ферст Вієнна» і володар кубка ВАК, у складі якого виступав найсильніший австрійський воротар того часу Рудольф Гіден, а також інші австрійські зірки — Карл Сеста, Георг Браун, Гайнріх Мюллер та інші. У домашній грі «Вієнна» вирвала перемогу з рахунком 3:2 після автоголу захисника ВАКу Йоганна Бехера на 87-й хвилині гри. У матчі-відповіді команда Антона вдруге переграла суперника з рахунком 2:1 завдяки дублю у першому таймі нападника Франца Ердля.
Чемпіонат 1931/32 «Вієнна» завершила на другому місці, пропустивши вперед себе «Адміру». У кубку Мітропи клуб дістався півфіналу. В чвертьфіналі команда зустрічалась з угорським «Уйпештом». В першому матчі австрійці вдома перемогли 5:3, а матчі-відповіді досягнули прийнятного нічийного результату з рахунком 1:1 завдяки голу Брозенбауера на 40-й хвилині. У Півфіналі «Вієнна» зустрічалася з італійською «Болоньєю». Враховуючи те, що учасники другого півфіналу «Ювентус» (Турин) і «Славія» (Прага) були дискваліфіковані, переможець двобою між «Вієнною» і «Болоньєю» фактично ставав переможцем турніру. У першій грі в Італії господарі здобули перемогу з рахунком 2:0. У матч-відповіді у Відні нападник австрійців Франц Шенветтер відзначився голом на самому початку гри, але на більше команда не спромоглася, тому результат 1:0 на користь господарів приніс загальну перемогу італійській команді. 
У сезоні 1932/33 «Ферст Вієнна» вдруге стала чемпіоном, а Брозенбауер зіграв в усіх 22-х матчах турніру, в яких забив 4 голи. У кубку Мітропи команда у першому раунді поступилась за сумою двох матчів італійській «Амброзіані-Інтер» (1:0, 0:4). У двох наступних сезонах Антон стабільно виступав у основі клубу, що посів четверте і третє місця відповідно. У сезоні 1935/36 Брозенбауер порвав зв'язки. Через цю травму він уже повноцінно не повернувся до гри. 
У осінній частині сезону 1937/38 зіграв 5 матчів у складі клубу «Відень», відзначившись одним забитим голом. Також у часи Другої світової війни періодично виходив у складі «Вієнни», зокрема у сезоні 1942/43. Відзначився забитим голом у 1/8 фіналу матчу фінального турніру чемпіонату Німеччини проти ЛСВ «Рейнеке-Бріг», що завершився перемогою команди Антона з рахунком 8:0.

## Виступи за збірну
1930 року дебютував в офіційних матчах у складі національної збірної Австрії у поєдинку проти збірної Чехословаччини. Виступав на звичній позиції правого крайнього нападника, а сам матч завершився внічию 2:2. Того ж року також грав у двох товариських матчах зі збірною Угорщини, що завершились двома поразками з рахунками 1:2 і 2:3. Ще одного разу зіграв у збірній у 1933 році в матчі проти Бельгії (4:1).
Також Йозеф грав у кількох матчах збірної, що не входять до офіційного реєстру. Так у 1920 році він у складі команди Австрія-В був учасником поєдинку проти збірної Німецької Богемії, що завершився перемогою команди Блума з рахунком 2:1. А у 1927 році виступав у матчі, що проходив під вивіскою Вибір Австрії — Вибір Чехословаччини, що завершився внічию 1:1.
Також грав у складі збірної Відня. Враховуючи те, що всі найсильніші австрійські футболісти виступали у віденських клубах, збірна Відня була фактично тією ж збірною Австрії, тільки з більш розширеним списком гравців. І тренував команду той самий наставник — знаменитий Гуго Майсль. Дебютував у 1930 році у грі проти збірної Південної Німеччини (3:0). Також грав у поєдинках проти Белграду (4:1, 1931) і Будапешта (6:0, 1932). У 1932 році зіграв у матчі збірної Австрія-В проти команди Італія-В (0:2).
| Дата       | Місто    | Господарі      | Результат | Гості    | Турнір           | Голи | Примітки |
| ---------- | -------- | -------------- | --------- | -------- | ---------------- | ---- | -------- |
| 23/03/1930 | Прага    | Чехословаччина | 2 – 2     | Австрія  | товариський матч | -    |          |
| 01/06/1930 | Будапешт | Угорщина       | 2 – 1     | Австрія  | товариський матч | -    |          |
| 21/09/1930 | Відень   | Австрія        | 2 – 3     | Угорщина | товариський матч | -    |          |
| 11/06/1933 | Відень   | Австрія        | 4 – 1     | Бельгія  | товариський матч | -    |          |
| Усього     |          | Матчів         | 4         |          | Голів            | 0    |          |

### Статистика виступів у кубку Мітропи
| №                      | Розіграш               | Стадія                 | Дата та місце проведення | Команда 1              | Рахунок | Команда 2         | Голи та інші дії |
| ---------------------- | ---------------------- | ---------------------- | ------------------------ | ---------------------- | ------- | ----------------- | ---------------- |
| 1                      | 1929                   | 1/2                    | 18.08.1929 Відень        | Ферст Вієнна           | 3:2     | Славія (Прага)    |                  |
| 2                      | 1929                   | 1/2                    | 28.08.1929 Прага         | Славія (Прага)         | 4:2     | Ферст Вієнна      |                  |
| 3                      | 1930                   | 1/4                    | 12.07.1930 Прага         | Спарта (Прага)         | 2:1     | Ферст Вієнна      |                  |
| 4                      | 1930                   | 1/4                    | 19.07.1930 Відень        | Ферст Вієнна           | 2:3     | Спарта (Прага)    |                  |
| 5                      | 1931                   | 1/2                    | 20.09.1931 Рим           | Рома (Рим)             | 2:3     | Ферст Вієнна      |                  |
| 6                      | 1931                   | 1/2                    | 24.09.1931 Відень        | Ферст Вієнна           | 3:1     | Рома (Рим)        | 4'               |
| 7                      | 1931                   | фінал                  | 8.11.1931 Цюрих          | Ферст Вієнна           | 3:2     | ВАК               |                  |
| 8                      | 1931                   | фінал                  | 12.11.1931 Відень        | ВАК                    | 1:2     | Ферст Вієнна      |                  |
| 9                      | 1932                   | 1/4                    | 25.06.1932 Відень        | Ферст Вієнна           | 5:3     | Уйпешт (Будапешт) |                  |
| 10                     | 1932                   | 1/4                    | 29.06.1932 Будапешт      | Уйпешт (Будапешт)      | 1:1     | Ферст Вієнна      | 40'              |
| 11                     | 1932                   | 1/2                    | 10.07.1932 Болонья       | Болонья                | 2:0     | Ферст Вієнна      |                  |
| 12                     | 1932                   | 1/2                    | 17.07.1932 Відень        | Ферст Вієнна           | 1:0     | Болонья           |                  |
| 13                     | 1934                   | 1/4                    | 25.06.1934 Відень        | Ферст Вієнна           | 1:0     | Амброзіана-Інтер  |                  |
| 14                     | 1934                   | 1/4                    | 7.07.1934 Мілан          | Амброзіана-Інтер       | 4:0     | Ферст Вієнна      |                  |
| Всього у кубку Мітропи | Всього у кубку Мітропи | Всього у кубку Мітропи | Всього у кубку Мітропи   | Всього у кубку Мітропи | 14      |                   | 1                |

## Титули і досягнення
- Чемпіон Австрії (2):

«Вієнна» (Відень): 1930–1931, 1932–1933
- Срібний призер чемпіонату Австрії (2):

«Вієнна» (Відень): 1931-1932, 1935–1936
- Бронзовий призер чемпіонату Австрії (2):

«Вієнна» (Відень): 1929-1930, 1934–1935
- Володар Кубка Австрії (2):

«Вієнна» (Відень): 1929, 1930
- Володар Кубка Мітропи (1):

«Вієнна» (Відень): 1931
- Третє місце Кубка Націй (1):

«Вієнна» (Відень): 1930